# Juillet 2008

## Événements

### 2 juillet
- Libération d'Íngrid Betancourt

### 15 juillet
- Plus haut cours de l'Euro/dollar. 1 EUR = 1,603 8 USD

### 19 juillet
- Pays-Bas : le 93e congrès mondial d’espéranto s’ouvre à Rotterdam, jusqu’au 26 juillet. Il est suivi par des participants venus de 73 pays et a pour thème « Les langues : un trésor de l’Humanité ».

### 20 juillet
- Sport : The Great American Bash (2008)

### 23 juillet
- Loi constitutionnelle n° 2008-724 du 23 juillet 2008 de modernisation des institutions de la Ve République.